# Christian Schulz (Kupferschmied)
Christian Schulz (urspr. Schultheiß oder Schuldes) (* 1652 im schlesischen Greiffenberg; † 15. August 1732) war ein Kupferschmied, Firmengründer und Begründer der Schulz-Dynastie.

## Leben und Wirken
Am 11. Januar 1677 heiratete Christian Schulz eine Witwe namens Helene, geb. Sack, verwitwete Grübel. Diese hatte im Jahre 1664, nach dem Tod ihres Vaters, dem Kessler und Kupferschmied Georg Sack, Haus und Werkstatt im oberfränkischen Bamberg geerbt. Ein Jahr zuvor hatte sie den Gesellen ihres Vaters, Michael Grübel (1663–1676) aus Lindau geheiratet, mit dem sie die Kupferschmiedewerkstatt führte. Im Juni 1676 starb Michael.
Das Ehepaar Christian und Helene Schulz bekam drei Kinder: Die Söhne Hans Geörg (* 14. Oktober 1677), Johann Philipp (* 3. März 1683) und Tochter Margarethe (* 22. Februar 1686). Ihre beiden Söhne erlernten ebenfalls das Handwerk des Kupferschmieds.

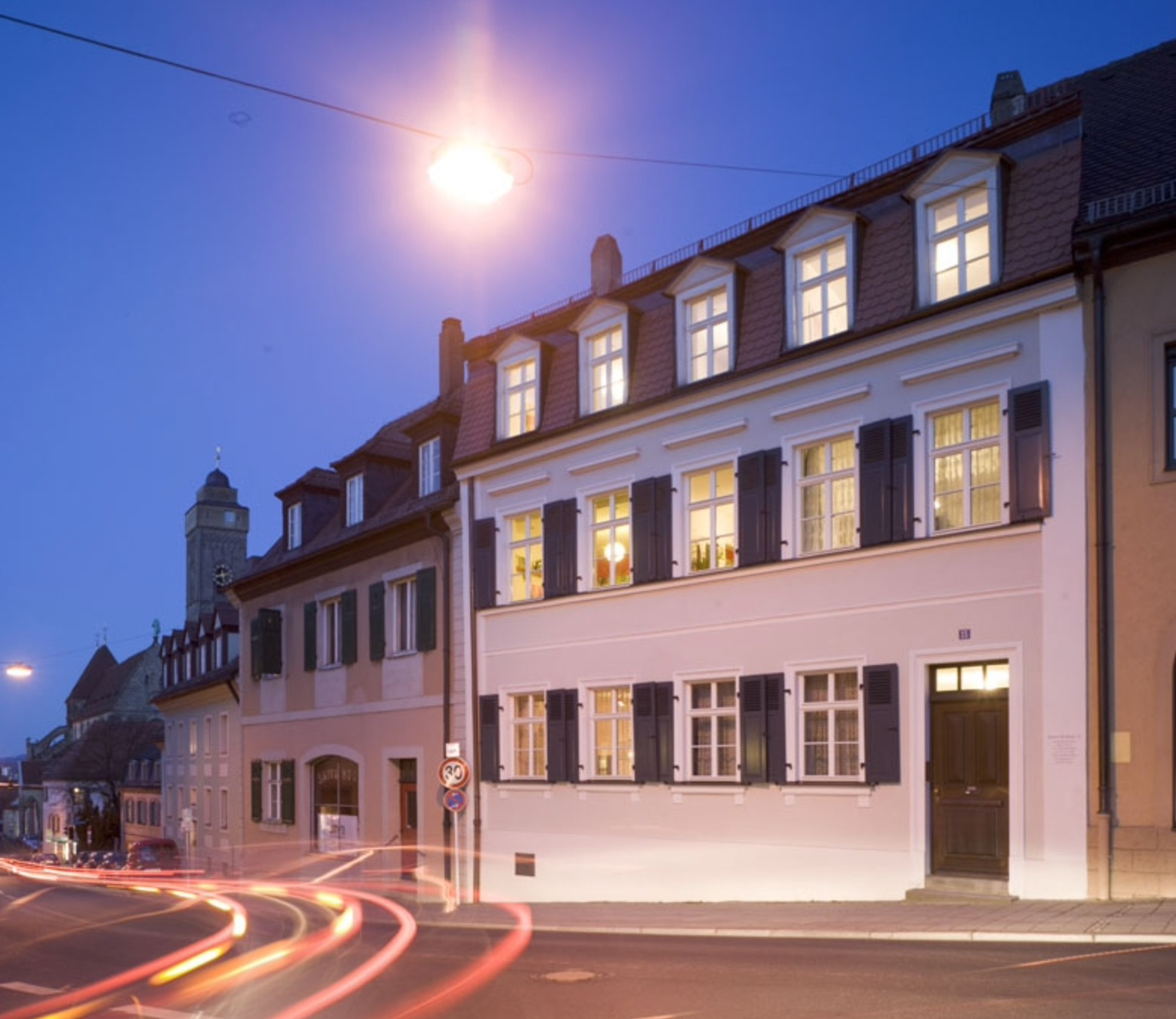
Stammhaus von Kaspar Schulz 1677–1887 Foto: Gerhard Hagen

Zu jener Zeit wurde die Zulassung zum Handwerk streng von der Zunft überwacht und geregelt. Fast ausschließlich Meistersöhne und Gesellen, die, wie Christian Schulz, eine "Werkstatt erheirateten" erhielten die Zulassung. Am 29. September 1678 wurde Christian von der Zunft als Jungmeister angenommen. 1707 wurde er zum, die Zunftklasse kontrollierenden Fürstmeister gewählt und blieb in dieser Funktion bis 1715. Damit hatte er den Weg in die Welt der Bamberger Kupferschmiedezunft geschafft.
Durch die Heirat mit "Helene und ihrer Werkstatt" legte Christian Schulz den Grundstein für eine über 346-jährige Unternehmensgeschichte (Stand 2023). Das Stammhaus der Familie und der Kupferschmiedewerkstatt war über mehr als zweihundert Jahre das Haus Unterer Kaulberg 15, inmitten der UNESCO Welterbe-Altstadt von Bamberg gelegen. Die Chronologie des Hauses als Kupferschmiedewerkstatt, die zuvor als Werkstatt eines Dachdeckers diente, lässt sich noch deutlich weiter in die Vergangenheit zurückverfolgen.
Neben Haushaltsgegenständen aus Kupfer schmiedete Christian Schulz in jener Zeit auch Braupfannen für die Brauer und Mälzer im damaligen Hochstift Bamberg. Er wurde zu einem gefragten Kupferschmied und zu einer der Schlüsselfiguren in der Zunft der Bamberger Kupferschmiede.
Nach dem Tod Helenes heiratete Christian am 20. August 1703 Dorothea Kauer, die Tochter des Weißbüttners. Am 26. Dezember desselben Jahres übergab er seinem Sohn Hans Geörg die Kupferschmiedewerkstatt, war aber in der Zunft noch bis 1715 als Fürstmeister tätig, bis er das Amt ebenfalls an ihn. Am 15. August 1732 starb Christian Schulz und wurde auf dem Friedhof der Oberen Pfarre in Bamberg begraben.

## Die Schulz-Dynastie: 10 Generationen
Christian Schulz begründete eine Linie von Kupferschmieden, die seinen Betrieb weiterführten, sein Know-how ständig weiterentwickelten und über Jahrhunderte Bamberger Handwerks-, Gewerbe- und Industriegeschichte mitgestalteten. Zuträglich fürs Geschäft war die günstige Lage des Stammhauses, gleichzeitig Arbeits-, Wohn- und Lebensbereich der Familie Schulz, umgeben von zahlreichen Brauereien, wovon die Schulz’schen Kupferschmiede und ihrer geschäftlichen Spezialisierung auf Brautechnik profitierten.
1. Generation: Christian Schulz (* 1652; † 15. August 1732)
2. Generation: Hanns Geörg Schulz (* 14. Oktober 1677; † 1750)
3. Generation: Tobias Schulz (* 23. Februar 1719; † 31. Dezember 1767) Er gelangte an einen der lukrativsten Aufträge, die eine Domstadt einem Kupferschmied zu übereignen hat: die Eindeckung der Türme des Bamberger Doms. Doch wurde ihm dieser Auftrag zum Verhängnis. Am 31. Dezember 1767 stürzte er bei den Abschlussarbeiten an der Turmspitze zu Tode. Er wurde im Kreuzgang des Domes begraben.
4. Generation: Johann Gerhard (Jörg) Schulz (* 24. Juli 1748; † 26. Dezember 1830). Er übernahm nach dem plötzlichen Tod seines Vaters den Betrieb im Alter von gerade mal 19 Jahren.
5. Generation: Andreas Schulz (* 1. Februar 1782; † 10. Februar 1865). Von ihm stammt das älteste der noch in Betrieb befindlichen Brauhäuser. Heute ist es Teil der Museumsbrauerei des Fränkischen Freilandmuseum Bad Windsheim. Es ist Bestandteil der "Baugruppe West: Mainfranken-Frankenhöhe - Brauwirtschaft in Franken".
6. Generation: Friedrich Schulz (* 10. April 1821; † 4. Januar 1874)
7. Generation: Kaspar Schulz (* 29. März 1856; † 13. März 1915). Unter seiner Führung wurden verstärkt Braukessel, Kühlschiffe und weitere Brauereitechnik hergestellt. Sein Name blieb als Firmenname bestehen.
8. Generation: Adalbert Schulz (* 15. Oktober 1888; † 6. Januar 1985)
9. Generation: Günter Schulz-Hess (* 1943), Träger der Verdienstmedaille des Verdienstordens der Bundesrepublik Deutschland
10. Generation: Johannes Schulz-Hess (* 1976)

## Von der Kupferschmiedewerkstatt zum Weltunternehmen
Aus der Kupferschmiedewerkstatt des Christian Schulz wuchs in zehn Generationen eine Brauereimaschinenfabrik und Apparatebauanstalt für die komplette Brautechnik für Kunden in aller Welt. Heutzutage ist die Kaspar Schulz Brauereimaschinenfabrik & Apparatebauanstalt Bambergs ältester noch existierender Industriebetrieb und einer der ältesten metallverarbeitenden Betriebe Deutschlands.